# Acide fénamique
L'acide fénamique (parfois écrit « acide phénamique ») est un composé aromatique de formule C13H11NO2, dérivé de la diphénylamine et de l'acide anthranilique. Il donne son nom à la famille de ses dérivés utilisés comme anti-inflammatoires non stéroïdiens (AINS) tels que l'acide méfénamique, l'acide tolfénamique, l'acide flufénamique ou l'acide méclofénamique, les acides fénamiques (ou acides N-arylanthraniliques),. Toutefois, un certain nombre de composés classés dans cette famille pharmacologique ne sont pas stricto sensu des dérivés de l'acide fénamique, comme la clonixine par exemple.
L'acide fénamique peut être synthétisé à partir de l'acide 2-chlorobenzoïque et peut être converti en acridone.